# Gauthierit
Gauthierit ist ein sehr selten vorkommendes Mineral aus der Mineralklasse der Oxide und Hydroxide mit der idealisierten chemischen Zusammensetzung KPb[(UO2)7O5(OH)7]∙8H2O und damit chemisch gesehen ein kristallwasserhaltiges kalium- und bleihaltiges Uranyl-Oxid-Hydroxid.
Gauthierit kristallisiert im monoklinen Kristallsystem und findet sich in Form oranger Tafeln bis zu 1 mm Länge. Das Mineral ist durchsichtig bis durchscheinend und zeigt auf den Oberflächen einen fettähnlichen Glanz. Es ist bisher nur von einer einzigen Fundstelle bekannt.

## Etymologie und Geschichte

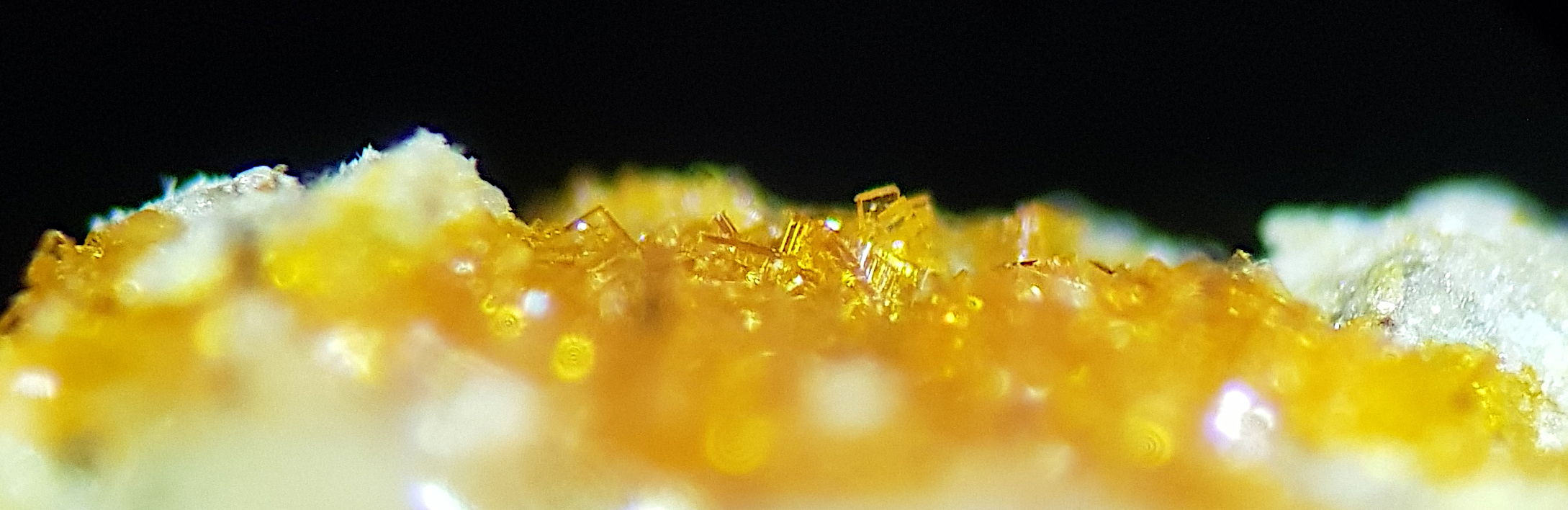
Gauthierit-Kristalle auf Matrix (Bildbreite ca. 3 mm)

Gauthierit ist ein sehr seltenes Mineral und wurde im Jahr 2017 erstbeschrieben. Es wurde auf einer alten Mineralstufe aus der Shinkolobwe-Mine (Demokratische Republik Kongo) entdeckt. Einer der Koautoren der Studie bekam es von dem belgischen Mineraliensammler Gilbert Joseph Gauthier (24. Dezember 1924 – 23. Juni 2006), der vorwiegend Uranminerale sammelte, und benannte es nach ihm.
Weltweit gibt es nur sehr wenige Mineralproben von Gauthierit, da es kein neues Material aus aktiven Mineralerschließungen gibt. Alle bekannten Gauthierit-Proben befinden sich auf alten Sammlungsstufen, die sich größtenteils in privaten Sammlungen befinden. Aufgrund der geringen Größe der Kristalle müssten viele alte Mineralstufen von den Besitzern neu analysiert und bestimmt werden, um zu verifizieren oder auszuschließen, dass sie ebenfalls Gauthieritkristalle zeigen.

## Klassifikation
Da der Gauthierit erst 2017 als eigenständiges Mineral beschrieben wurde, ist er weder in der seit 1977 veralteten 8. Auflage noch in der 9. Auflage der Mineralsystematik nach Karl Hugo Strunz verzeichnet. Auch die vorwiegend im englischen Sprachraum gebräuchliche Systematik der Minerale nach Dana kennt das Mineral bisher nicht.
Einzig im Lapis-Mineralienverzeichnis nach Stefan Weiß, das sich aus Rücksicht auf private Sammler und institutionelle Sammlungen noch nach der alten Form der Systematik von Karl Hugo Strunz in der 8. Auflage richtet, erhielt das Mineral die System- und Mineral-Nr. IV/H.07-35. In der Lapis-Systematik entspricht dies der Klasse der Oxide und Hydroxide und dort der Abteilung Uranyl([UO2]2+)-Hydroxide und -Hydrate, wo Gauthierit zusammen mit Curit, Fourmarierit, Metavandendriesscheit, Richetit, Sayrit, Spriggit, Shinkolobweit und Vandendriesscheit eine eigenständige, aber unbenannte Gruppe bildet (Stand 2018).

## Chemismus
Die Elektronenstrahlmikroanalyse an insgesamt neun Proben des Typmaterials aus der Shinkolobwe-Mine ergab eine durchschnittliche Zusammensetzung mit einem Massenanteil von 1,29 Gew.-% K2O, 7,17 Gew.-% PbO, 82,10 Gew.-% UO3 und 8,78 Gew.-% H2O.
Auf der Basis von 34 Sauerstoffatomen (apfu) ergibt sich daraus die empirische Formel K0,67Pb0,78U7O34H23,77, die zu KPb[(UO2)7O5(OH)7]∙8H2O idealisiert wurde.

## Kristallstruktur

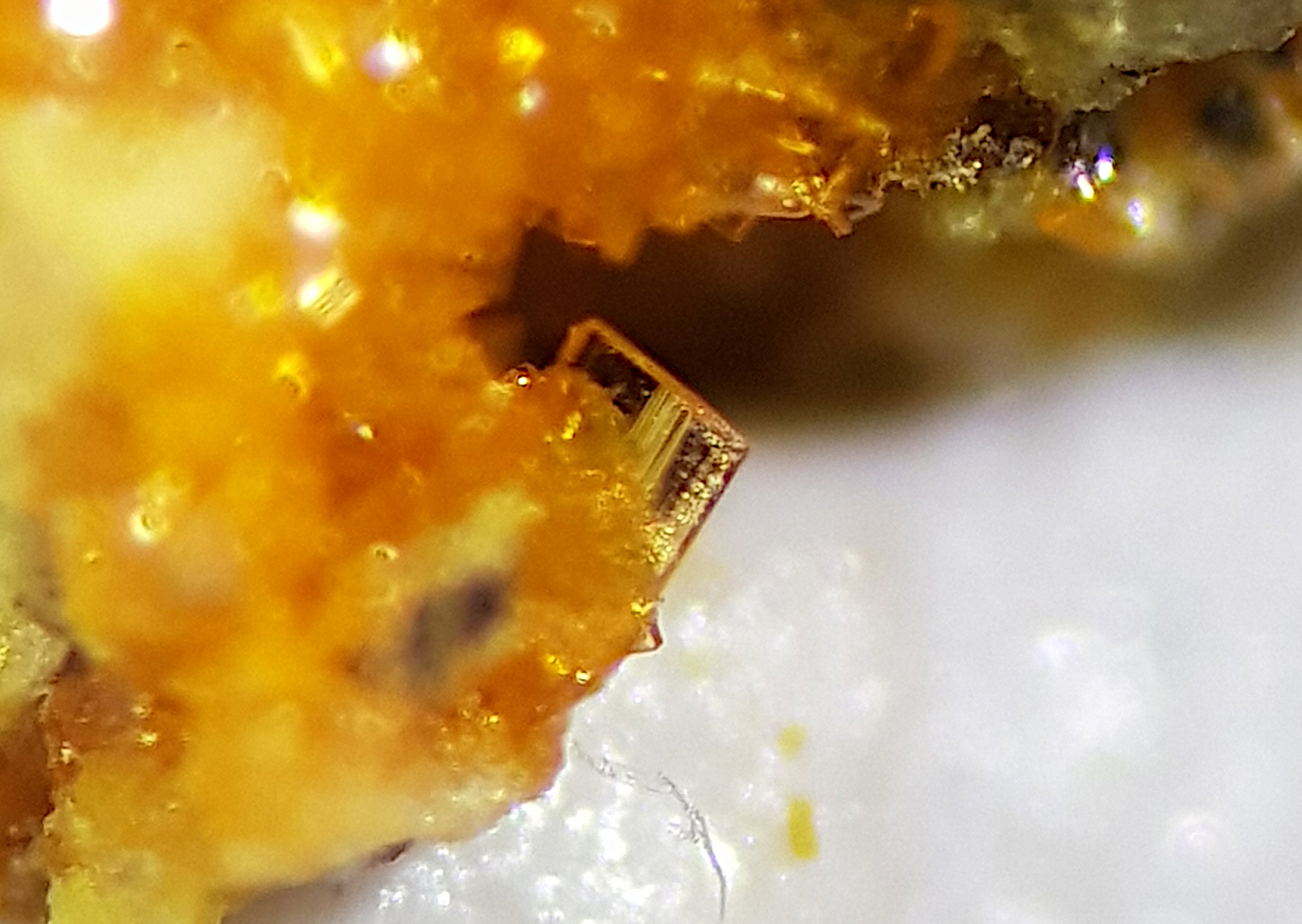
Gauthierit-Einkristall (ca. 0,1 mm)

Gauthierit kristallisiert monoklin in der Raumgruppe P21/c (Raumgruppen-Nr. 14) mit den Gitterparametern a =  29,844(2) Å; b =  14,5368(8) Å und c =  14,0406(7) Å und β =  103,708(6)° sowie acht Formeleinheiten pro Elementarzelle.
Die Kristallstruktur von Gauthierit ist verwandt mit der des Vandendriesscheit. Zusammen mit Fourmarierit bilden die drei Minerale eine Gruppe früher Umwandlungsprodukte der Verwitterung und Hydratisierung von Uraninit. Sie sind gekennzeichnet durch einen hohen Anteil an Kristallwasser zwischen den kristallographischen Uranylschichten.

## Eigenschaften
Das Mineral ist durch seinen Urangehalt von bis zu 67,2 % bezüglich der ideellen Formel radioaktiv. Unter Berücksichtigung, dass natürliches Uran eine spezifische Aktivität von ca. 50 kBq/g aufweist, kann für das Mineral eine spezifische Aktivität von etwa 33,6 kBq/g berechnet werden (zum Vergleich: natürliches Kalium 0,0312 kBq/g). Die absolute Radioaktivität realer Mineralproben kann jedoch erhöht sein, wenn die Matrix Uraninit und/oder Tochterprodukte aus den Zerfallsreihen enthält.

## Bildung und Fundorte
Gauthierit konnte bisher ausschließlich auf alten Sammlungsproben aus seiner Typlokalität, der Shinkolobwe-Mine in der Demokratischen Republik Kongo, nachgewiesen werden (Stand 2021). Das Mineral ist mit Soddyit, Sklodowskit und den Mitgliedern der Metazeunerit-Metatorbernit-Mischkristallreihe vergesellschaftet. Die Matrix ist Quarz vermischt mit gealtertem Uraninit. Gauthierit bildet sich vermutlich durch Verwitterung von Uraninit in Gegenwart von radiogenem Blei, während Kalium durch Auslaugungsprozesse aus anderen Gangmineralien hinzutritt.

## Vorsichtsmaßnahmen
Aufgrund der Toxizität und der starken Radioaktivität des Minerals sollten Mineralproben vom Gauthierit nur in staub- und strahlungsdichten Behältern, vor allem aber niemals in Wohn-, Schlaf- und Arbeitsräumen aufbewahrt werden. Ebenso sollte eine Aufnahme in den Körper (Inkorporation, Ingestion) auf jeden Fall verhindert und zur Sicherheit direkter Körperkontakt vermieden sowie beim Umgang mit dem Mineral Atemschutzmaske und Handschuhe getragen werden.